# Rafail Levitsky
Rafail Sergeevich Levitsky em russo:  Рафаи́л Сергее́вич Леви́цкий (São Petersburgo, 1847 - Leningrado, 1940) foi um pintor russo bastante ativo nos movimentos impressionista e dos Itinerantes. Além de pintor com patrocinadores entre a realeza russa, era também fotógrafo.

## Biografia
Rafail nasceu em 1847, em São Petersburgo, no seio de uma abastada família aristocrática. Seu pai era o conde Sergei Lvovich Levitsky (1819–1898), um dos fundadores da fotografia na Rússia e um dos pioneiros da área na Europa. Era primo em segundo grau de Aleksandr Ivanovich Herzen (1812–1870), escritor e artista proeminente da época. Era grande amigo de Liev Tolstói.
Além de pintor e professor de artes, era um proeminente fotógrafo, conhecido pelas fografias que fez da família do czar Nicolau II, o último imperador da Rússia.

## Carreira
Em 1866, Rafail ingressou na Academia de Artes da Rússia, onde pode estudar com vários mestres da época no país, como Pavel Petrovich Chistyakov (1832–1919). Sob a orientação de Chistyakov, Rafail pode combinar as melhores tradições da academia com sua percepção da natureza. Foi a partir de suas aulas na academia que Chistyakov levou ao desenvolvimento do realismo na arte russa. Em 1867, Rafail recebeu 2 medalhas de prata em exposições de arte e em 1872 recebeu duas honrarias.
Em 1880, ele se juntou ao movimento dos Itinerantes, que rompeu com a formalidade e a rigidez da academia oficial de artes em nome do livre pensamento artístico. De 1884 até 1918, Rafail foi professor de desenho e pintura na Imperial Society for the Encouragement of the Arts, até que ela foi fechada pelos soviéticos.

## Morte
Rafail morreu em Leningrado, em 1940, aos 93 anos, após uma longa carreira. Hoje é reconhecido como um dos grandes nomes da arte russa e da fotografia.

## Galeria

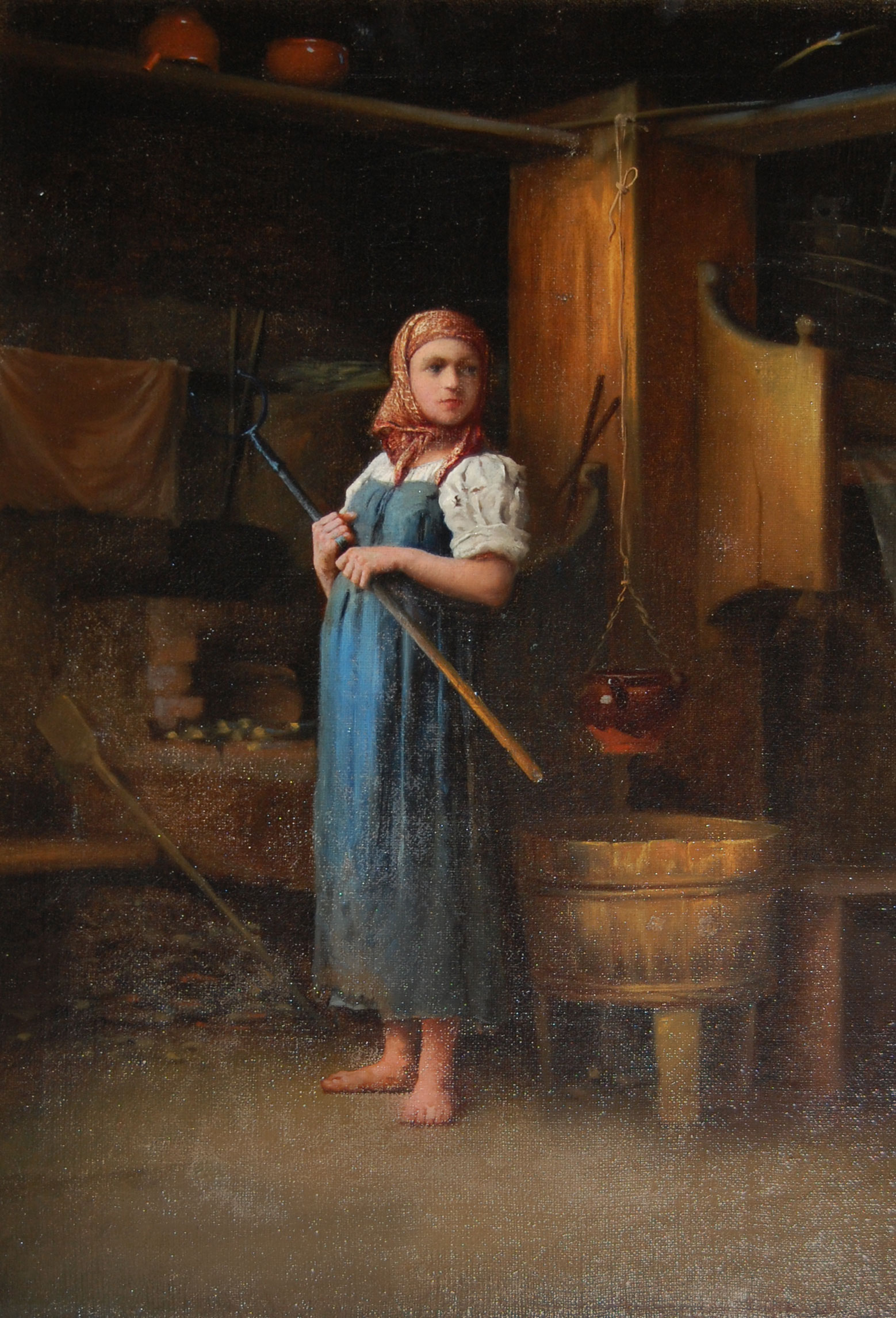
Garota de uma vila, 1877. St. Petersburg, Russia
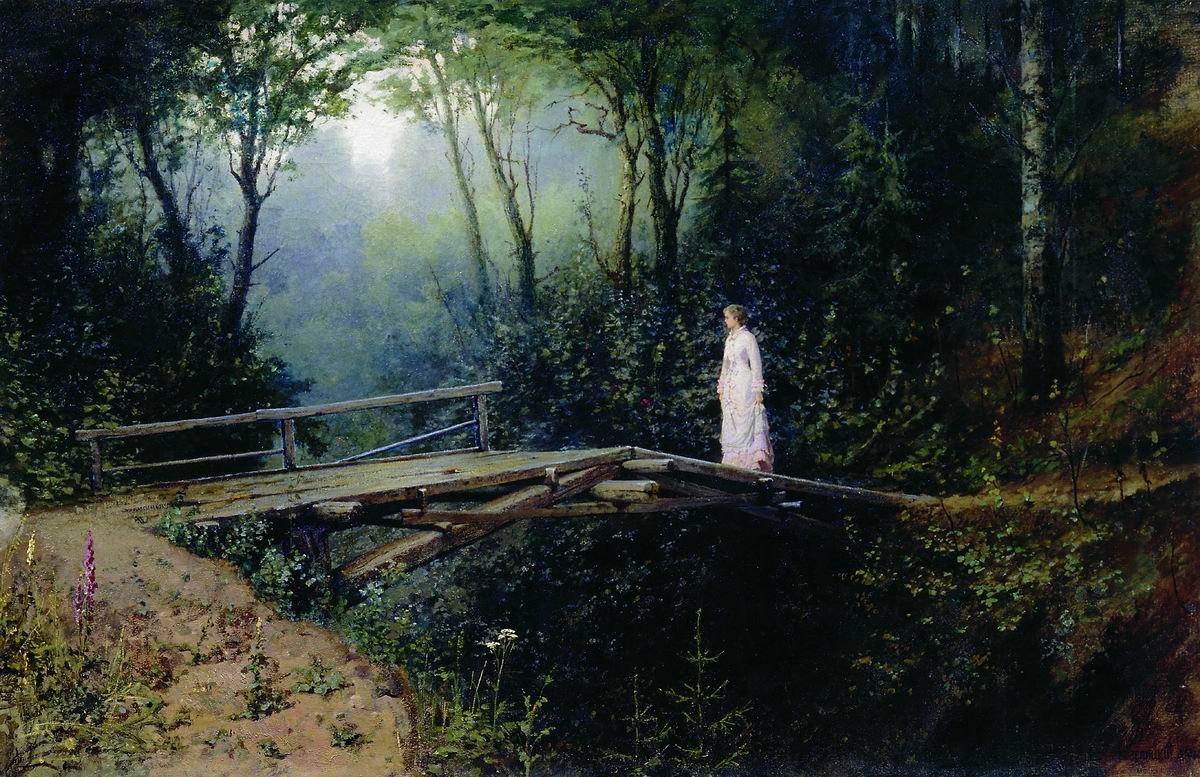
Ponte entre as árvores. The Stavropol Regional Museum of Fine Arts, Stavropol, Rússia
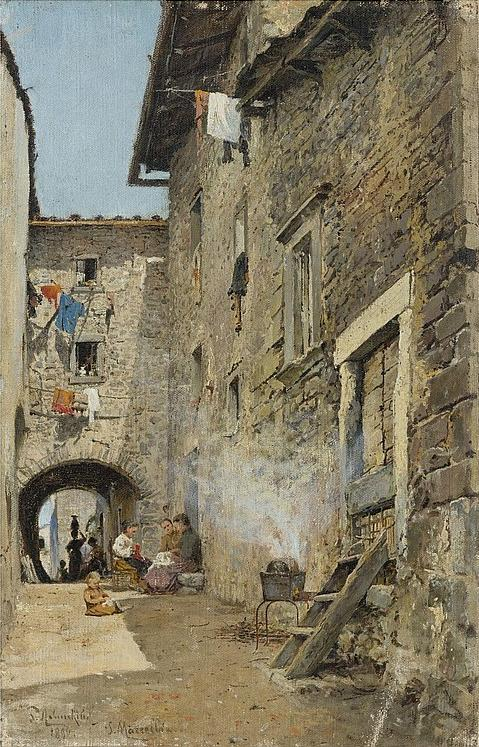
Mazzolada di Lison, Itália, (1896). Toronto, Canadá
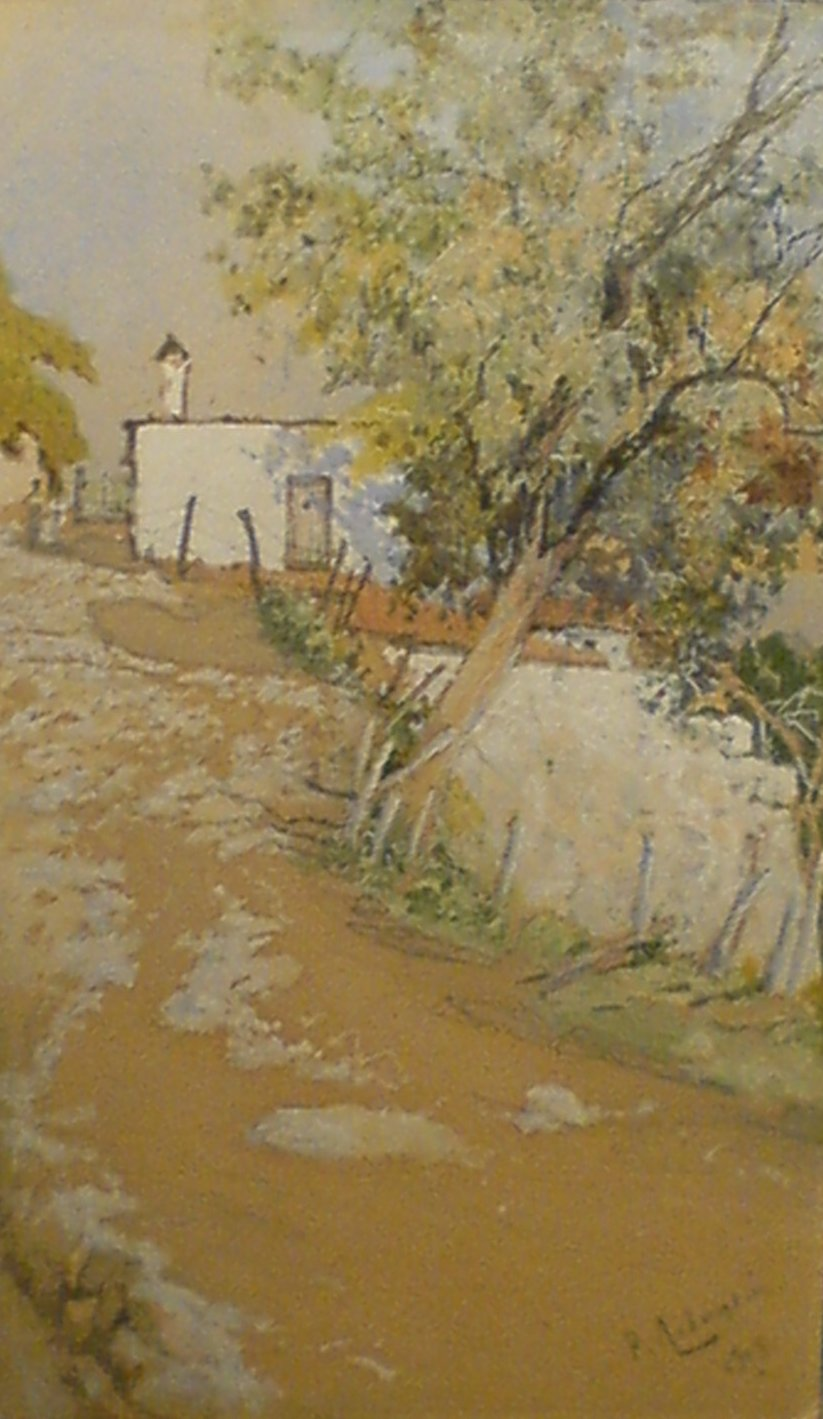
Caminhada,